# 첫눈에 반할 통계적 확률
"첫눈에 반할 통계적 확률"(영어: Love at First Sight)는 2023년 제작된 미국, 영국의 로맨스 드라마 영화이다. 바네사 카스윌이 감독을 케이티 러브조이가 각본을 맡았으며, 제니퍼 E. 스미스의 로맨스 소설 The Statistical Probability of First Sight 가 영화의 원작이다.

## 출연

### 주연
- 헤일리 루 리처드슨 : 해들리 설리반 역
- 벤 하디 : 올리버 존스 역

### 조연
- 자밀라 자밀 : 내레이터 역 (목소리)
- 롭 딜레이니 : 앤드류 설리반 역